# Avenida Alcindo Cacela
A Avenida Alcindo Cacela é uma importante via da cidade de Belém do Pará. Inicia-se no bairro Umarizal, passando por localidades como Nazaré, Cremação e Condor.
Esta via foi aberta no final do século XIX e rapidamente ganhou grande importância para a capital do Pará, pois ali foi inaugurado, nos primeiros dias de 1901, o mais moderno forno crematório de lixo da América Latina, até então; além de que nela foi localizado o primeiro endereço da antiga Escola de Aprendizes Artífices (embrião da CEFET/PA e atual Instituto Federal de Educação, Ciências e Tecnologia do Pará) em um prédio cedido pelo governo do estado. Apesar de ser pouco habitada no início do século XX e possuir grandes descampados para ali serem coletadas amostras de vegetação para pesquisas da flora arbórea de remanescentes florestais da região metropolitana de Belém, como a Acrodiclidium Aureum Huber coletada em 1908 e mantida até a atualidade no Museu Paraense Emílio Goeldi de Ciências Naturais, esta via fez parte do primeiro trajeto do bonde elétrico inaugurada em 1907.
Como referência atual da Avenida Cacela, encontramos o Campus Alcindo Cacela da Universidade da Amazônia e o Museu Paraense Emílio Goeldi.
Esta via, em seu primórdio, fôra chamada de Avenida 22 de Junho em referência a data de promulgação da Constituição Política do estado no ano de 1891. A atual denominação é uma homenagem ao ex-prefeito da cidade e advogado, Alcindo Comba do Amaral Cacella.